# Model Trem
Model Trem foi uma fabricante brasileira de produtos de ferromodelismo.

## Histórico

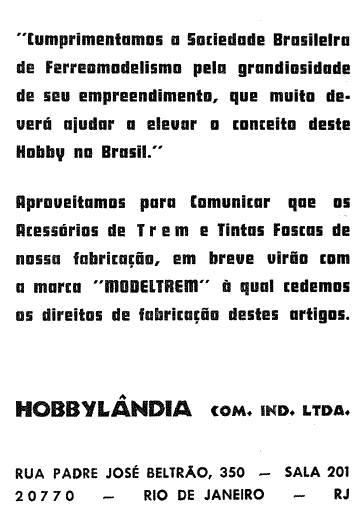
Anúncio nos estatutos da Sociedade Brasileira de Ferreomodelismo comunicando a transferência da linha de produtos
da "Hobbylândia" para a "Modeltrem".

No contexto do ferromodelismo no Brasil, a Model Trem teria iniciado sua produção sob o nome de "Hobbylândia", passando a "Modeltrem" apenas no ano de 1981, depois foi simplificada ainda para apenas "Model".